# Ence
Ence (zapisywane jako ENCE) – fińska organizacja e-sportowa, która rozpoczęła działalność w kwietniu 2013 roku. Ence posiada zespoły w grach Counter-Strike: Global Offensive, StarCraft II, PlayerUnknown's Battlegrounds i Hearthstone. W 2019 roku ENCE stało się najpopularniejszą drużyną e-sportową w Finlandii, wyprzedzając HAVU Gaming i Team Gigant. Przychody Ence w 2018 roku wyniosły 982 tysiące euro.

## Counter-Strike: Global Offensive
W 2018 roku zespół Ence dołączył do czołówki światowych drużyn w grze Counter-Strike: Global Offensive. Po zdobyciu drugiego miejsca na turnieju IEM Major Katowice 2019, drużyna utrzymywała stabilną formę przez wiele miesięcy. Dwudziestego trzeciego sierpnia 2019 roku ENCE eSports ogłosiło, że Aleksi „Aleksib" Virolainen został przesunięty na ławkę rezerwową, a na jego miejsce do głównego składu dołączył Miikka „suNny" Kemppi.
Niezadowalające wyniki spowodowały, że w kwietniu 2020 roku doszło do kolejnych zmian w składzie. Nowym członkiem drużyny został Elias „Jamppi" Olkkonen, który w głównym składzie zastąpił Samiego „xseveNa" Laasanena. Jedenastego września 2020 roku trener zespołu – Slaava „Twista" Rasanen otrzymał tymczasową karę za wykorzystywanie błędu w grze (coaching bug). Dwudziestego drugiego października tego samego roku Jani „Aerial" Jussila niespodziewanie odszedł z formacji z powodów zdrowotnych i obecnie zasiada na ławce rezerwowych.
Szóstego listopada 2020 roku doszło do transferu pomiędzy dwoma najwyżej sklasyfikowanymi fińskimi drużynami w CS:GO. Joonas „doto" Forss zastąpił Aeriala w głównym składzie ENCE, natomiast Eetu „sAw" Saha objął rolę trenera. Siedemnastego listopada 2020 roku Jere „sergej" Salo został przesunięty na rezerwę fińskiej organizacji.

### Skład
| Kraj      | Nick           | Imię i nazwisko  | Data dołączenia      |
| --------- | -------------- | ---------------- | -------------------- |
| Ukraina   | sdy            | Viktor Orudzhev  | 29 maja 2024         |
| Finlandia | podi           | Paavo Heiskanen  | 29 maja 2024         |
| Polska    | Goofy          | Krzysztof Górski | 17 grudnia 2023      |
| Polska    | xKacpersky     | Kacper Gabara    | 13 października 2024 |
| Dania     | gla1ve (IGL)   | Lukas Rossander  | 27 listopada 2023    |
| Polska    | kuben (trener) | Jakub Gurczyński | 27 listopada 2023    |

Źródło: HLTV.org

### Osiągnięcia
- 1. miejsce – ESPC #3
- 1. miejsce – Lantrek 2014
- 3. miejsce – Assembly Winter 2014
- 3/4. miejsce – Gfinity Pro League Season 1
- 2. miejsce – Assembly Winter 2016
- 1. miejsce – Operation: Kinguin #2
- 3/4. miejsce – ESEA Season 21 Premier Division Europe Finals
- 1. miejsce – Vectorama 2016
- 1. miejsce – Peliliiga eSM 2016
- 3/4. miejsce – ASUS ROG Assembly Summer 2016
- 1. miejsce – IeSF World Championship 2016
- 2. miejsce – Nordic Championship 2016
- 1. miejsce – GG BET Majestic
- 1. miejsce – Vectorama 2018
- 7/8. miejsce – ESL One Cologne 2018
- 3. miejsce – Europe Minor Championship London 2018
- 1. miejsce – ESEA Season 28 Advanced Division Europe
- 1. miejsce – ASUS ROG Finnish Championship 2018
- 2. miejsce – DreamHack Open Montreal 2018
- 1. miejsce – StarSeries iLeague Season 6
- 7/8. miejsce – EPICENTER 2018
- 1. miejsce – Assembly GameXpo 2018
- 1. miejsce – DreamHack Open Winter 2018
- 1. miejsce – Europe Minor Championship Katowice 2019
- 1. miejsce – Assembly Winter 2019
- 2. miejsce – Intel Extreme Masters XIII Major Katowice 2019
- 3. miejsce – BLAST Pro Series São Paulo 2019
- 1. miejsce – BLAST Pro Series Madrid 2019
- 3/4. miejsce – cs_summit 4
- 2. miejsce – DreamHack Masters Dallas 2019
- 1. miejsce – Telia Esports Series Season 1
- 2. miejsce – Intel Extreme Masters XIV Chicago
- 5/8. miejsce – StarLadder Berlin Major 2019
- 5. miejsce – BLAST Pro Series Moscow 2019
- 5/6. miejsce – ESL One New York 2019
- 2. miejsce – CS:GO Asia Championships 2019
- 9. miejsce – ESL One: Road to Rio – Europe
- 1-2. miejsce – BLAST Premier Spring 2020 Europe Showdown
- 7-8. miejsce – BLAST Premier Spring 2020 Europe Finals
- 7-8. miejsce – ESL Pro League Season 12 Europe
- 9-12. miejsce – ESL Pro League Season 13
- 3-4. miejsce – Gamers Without Borders 2021
- 5-8. miejsce – ESL Pro League Season 14
- 2. miejsce – IEM Fall 2021 Europe
- 15-16. miejsce – PGL Major Stockholm 2021
- 2. miejsce – ESL Pro League Season 15
- 1. miejsce – BLAST Premier Spring Showdown 2022 Europe
- 3-4. miejsce – PGL Major Antwerp 2022[11]

## Hearthstone

### Skład
| Kraj      | Nick   | Imię i nazwisko | Data dołaczenia      |
| --------- | ------ | --------------- | -------------------- |
| Finlandia | Kufdon | Antii Lammi     | 9 czerwca 2016       |
| Finlandia | Creapz | Mika Tuovila    | 14 października 2016 |
| Finlandia | NoRage | Robin Sjolund   | 22 września 2018     |

## PlayerUnknown's Battlegrounds

### Skład
| Kraj      | Nick      | Imię i nazwisko | Data dołączenia |
| --------- | --------- | --------------- | --------------- |
| Finlandia | miikaz    | Miika Kinnunen  | 5 marca 2019    |
| Finlandia | TRYFFELI  | Aki Minkkinen   | 5 marca 2019    |
| Finlandia | Rustanmar | Miro Ruotsi     | 5 marca 2019    |
| Finlandia | SKUIJKE   | Saku Sajakoski  | 5 marca 2019    |

## Rainbow Six: Siege
Działalność zespołu ENCE w grze Rainbow Six: Siege zakończyła się w lutym 2019 roku, kiedy umowy graczy nie zostały przedłużone. Cały zespół, wkrótce po opuszczeniu ENCE, dołączył do niemieckiej organizacji mousesports. Decyzja ta zakończyła obecność ENCE w profesjonalnej scenie Rainbow Six: Siege, gdzie organizacja odnosiła wcześniej sukcesy.

### Byli gracze
| Kraj      | Nick    | Imię i nazwisko         |
| --------- | ------- | ----------------------- |
| Finlandia | UUNO    | Aleksi Työppönen        |
| Finlandia | sha77e  | Ville Palola            |
| Finlandia | Willkey | Niklas Ojalainen        |
| Finlandia | Bounssi | Jouni Salo              |
| Finlandia | Gomfi   | Santomino de Meulenaere |
| Finlandia | SlebbeN | Alex Nordlund           |

## Starcraft II
W 2018 roku zawodnik ENCE eSports Joona ,,Serral" Sotala został pierwszym niekoreańskim mistrzem świata w Starcraft II.